# ويلينغتون (بيدفوردشير)
ويلينغتون (بالإنجليزية: Willington, Bedfordshire)‏ هي قرية و أبرشية مدنية تقع في المملكة المتحدة في إنجلترا.